# 名古屋三河道路
名古屋三河道路（なごやみかわどうろ）は、愛知県名古屋地域（名古屋市）と三河地域（岡崎市）を結ぶ、自動車専用道路として計画されている道路である。

## 概要
地域高規格道路の候補路線に指定されている。伊勢湾岸道路の南に計画され第二伊勢湾岸道路とも言われる。
自動車専用道路として計画されている。

## 歴史
- 1994年（平成6年）12月16日：地域高規格道路の候補路線に指定。
- 2022年（令和4年）3月4日：愛知国道事務所が一宮西港道路と共に概略ルート・構造の検討に着手することを発表[1]。
- 2024年（令和6年）12月9日：西知多道路～名豊道路の区間のルートが、「北側ルート」、「南側ルート」、「現道活用ルート」のうち、「南側ルート」が採用された[2]。